# Мутуссами, Самюэль
Самюэ́ль Мутуссами́ (фр. Samuel Moutoussamy; род. 12 августа 1996, XII округ Парижа) — конголезско-французский футболист, полузащитник клуба «Сивасспор» и сборной Конго.

## Клубная карьера
Мутуссами — воспитанник академии Лиона и «Нанта». 22 февраля 2014 года, в матче против клуба Вильфранш дебютировал за «Лион B». 13 июля 2016 года, дебютировал за «Нант II» в матче против Ванде Фонтене. За основной состав клуба «Нант», дебютировал в проигранном матче против «Лилля» (3:0). В апреле 2019 года, в матче с «Олимпик Марсель», забил свой первый гол за клуб.
6 октября 2020 года, был арендован клубом «Фортуна Ситтард»; дебютировал в матче против «Эммена».

## Карьера в сборной
Родился в семье гваделупца и конголезки. За сборную  Конго, дебютировал в товарищеском матче против Алжира.

## Достижения
«Нант»
- Обладатель Кубка Франции: 2021/22[11]